# Lago dei Cavagnöö
Der Lago dei Cavagnöö ist ein Stausee im Kanton Tessin in der Gemeinde Cevio. Er ist ein Speicherbecken, fasst sechs Bäche und gehört zur Maggia Kraftwerke AG.
Zum Stausee gelangt man durch das Maggiatal bis zur Ortschaft Bignasco. Von dort fährt man Richtung Nordwesten bis zur Ortschaft San Carlo am Ende des Bavonatals. Die Luftseilbahn San Carlo–Robièi überwindet von diesem Ort aus etwa 900 Höhenmeter bis zum Stausee Lago di Robièi. Nochmals 450 Meter höher befindet sich der Stausee Lago dei Cavagnöö. Ganz in seiner Nähe befinden sich noch diverse andere kleine Bergseen.

## Staumauer Cavagnoli
Die Staumauer Cavagnoli wurde im Jahre 1968 fertiggestellt.